# Волошка Компера
Волошка Компера (Centaurea comperiana) — вид трав'янистих рослин роду волошка (Centaurea) родини айстрові (Asteraceae). Можливо, є результатом гібридизації Centaurea caprina × Centaurea substituta. Згідно з Plants of the World Online, GBIF і Tela Botanica таксон є синонімом до Centaurea diffusa Lam..

## Етимологія
Вид названий на честь Карла Компера — французького ботаніка, що жив та працював у Криму, вивчав кримську флору.

## Поширення
Волошка Компера є ендеміком Криму. Зростає на заході Південного берега Криму та у Байдарській долині.

## Охорона
Занесена до Червоної книги України зі статусом «Вразливий». Охороняється на території Ялтинського гірсько-лісового природного заповідника, ландшафтних заказників загальнодержавного значення «Байдарський заказник» і «Мис Айя», заповідного урочища «Скелі Ласпі».